# Lewis Jonsson
Karl Lewis Jonsson, född 4 november 1874 i Högseröds församling i dåvarande Malmöhus län, död 27 oktober 1918 i Höör i samma län, var en svensk präst.
Lewis Jonsson var son till hemmansägare Håkan Jonsson och Ingar Persdotter i Sebbarp i Högseröd i Skåne. Han prästvigdes 1899 av biskop Billing och hade sin första prästtjänst i Mörrums och Elleholms församlingar i Blekinge. År 1901 blev han kyrkoadjunkt i S:t Pauli församling i Malmö, 1908 komminister i S:t Johannes församling i Malmö, 1913 kyrkoherde i Höör och Munkarp. Han utsågs till hovpredikant 1912.
År 1905 gifte sig Jonsson med Ruth Wihlborg (1879–1958), dotter till kontraktsprosten Herman Wihlborg. De fick sex barn: Dottern Ingrid (1907–1995) var gift med psalmforskaren Allan Arvastson. Sonen Nils Lewis-Jonsson (1908–1972) var liksom fadern präst i Lunds stift. Sonen Johannes Lewis-Jonsson (1908–1986) var läkare. Dottern Gudrun (1912–2000) var gift med genetikern Arne Müntzing. Dottern Elsa Lewis-Jonsson (1915–1988) var rektor för Sjuksköterskeskolan i Östersund. Sonen Martin Lewis-Jonsson (1917–1998) var jägmästare.
Jonsson drabbades av spanska sjukan och avled 1918. Han är begravd på Klockarebackens kyrkogård i Höör.